# Mariana Bitang
Mariana Bitang (Râmnicu Sărat, 3 de agosto de 1962) es una entrenadora rumana de gimnasia artística. Junto con su pareja, Octavian Bellu, ayudó a Rumania ganar cinco torneos consecutivos en los Campeonatos del Mundo de 1994 a 2001. Rumania también consiguió la medalla de oro en los Juegos Olímpicos de Sídney 2000 y Atenas (2004). En 2005, Bitang se retiró como entrenadora y se convirtió en asesora del Presidente rumano Traian Băsescu. En 2010, junto a Bellu, volvió a retomar la dirección del equipo nacional femenino rumano.